# 胡利安奧古斯托薩爾迪瓦
25°27′S 57°26′W / 25.450°S 57.433°W
胡利安奧古斯托薩爾迪瓦（西班牙語：Saldívar），是巴拉圭的城鎮，位於該國西部，由中央省負責管轄，始建於1985年11月15日，面積37平方公里，海拔高度159米，2002年人口37,374，人口密度每平方公里1,010.11人。